# Batalla de Gibraltar (1476)
La batalla de Gibraltar de 1476 fou un dels episodis de la Guerra de Successió de Castella.

## Antecedents
Des de finals de febrer de 1476 existien plans per a enviar una flota capitanejada per Antón Martín Neto per atacar els portuguesos i per ocupar l'Illa de Santo Antão. L'expedició no es va dur a terme, i part de la flota va formar part de l'estol de les naos biscaines Zumaia comandada per Juan Martínez de Mendaro, Salazar capitanejada per Pedro de Salazar i Gaviola, capitanejada per Ortún Pérez de Gaviola, cinc caravel·les castellanes armades per Mossèn Diego de Valera i comandades pel seu fill Carlos de Valera i quatre galeres catalanes d'Andreu Sunyer reunit a la desembocadura del Guadalquivir per lluitar contra els portuguesos per al control de l'estret de Gibraltar.

## Batalla
La flota aconsegueix interceptar i derrotar l'abril o maig a una flota portuguesa al comandament de Álvar Mendes, que capitanejava la galera La Borralla, de 500 tripulants i considerada la millor del seu temps, capturant una galera i dues caravel·les, mentre que "la Borralla" és incendiada per evitar la seva captura, i també a una carraca genovesa que retornava de Pisa carregada d'armadures per a la guerra amb Castella a la qual havien de protegir

## Conseqüències
El resultat, tot i que victoriós per al regne de Castella, va suposar l'enfrontament entre les caravel·les castellanes i les galeres catalanes per l'ocupació de la nau genovesa amb mercaderies valorades en 300.000 morabatins, que va acabar enfonsada per evitar la seva captura igual que la galera La Borralla.
En saber que de Lisboa han salpat 20 caravel·les al comandament de Fernao Gomes cap a Guinea, salpa la flota de Carlos de Valera composta per les naus biscaïnes Salazar, la major i capitanejada pel mateix Carlos de Valera, Gaviola, capitanejada per Pedro del Puerto i Lekeitio, capitanejada per Antón Martín Neto i 9 caravel·les andaluses: 4 de Moguer i 5 d'El Puerto de Santa María contra els interessos portuguesos a Guinea. Després de saquejar l'Illa de Santo Antão desisteix la Gaviola i torna a Sanlúcar. Les illes de Cap Verd van ser ocupades per forces de la Corona de Castella fins al Tractat d'Alcaçovas de 1479 quan restablert el domini portuguès a les illes, però la flota castellana fou derrotada en la batalla naval de Guinea.